# Klassens klovn
Klassens klovn er en børnefilm fra 2003 instrueret af Hans Kragh-Jacobsen efter eget manuskript.

## Handling
De fleste skoleklasser har en klovn. Det er som regel en dreng, der ser verden på sin egen skæve måde. Instruktøren undersøger i filmen, hvad der får børn til at påtage sig rollen som klovn. Er det kedsomhed? Eller fordi man føler sig lidt klodset og anderledes end resten af klassen - og måske har et overtryk af fantasi. Sikkert er det, at man overlever, så længe man har latteren på sin side. Det vidste allerede de gamle hofnarre. Men alle klovner har også en alvorlig side ... I 4.c i Farum hedder klovnen Otto. Filmen følger den charmerende og reflekterende dreng i et halvt år gennem regnetimer, engelsktimer, trompetspil, skolekomedie, fastelavn, skoleudflugt og sammen med familien.